# Rhabdoniscus robustus
Rhabdoniscus robustus là một loài chân đều trong họ Bathytropidae. Loài này được Vandel miêu tả khoa học năm 1981.